# Centre LGTBI de Barcelona
El Centre LGTBI de Barcelona és un espai municipal de referència en temàtica LGTBI que es troba a Barcelona. Pioner a l'estat espanyol, té com a finalitat promoure el dret efectiu a la diversitat sexual i de gènere del conjunt de la ciutadania.

## Serveis
S'hi ofereixen un ampli catàleg de serveis d’informació, orientació i atenció directa, en coordinació amb les principals associacions del moviment LGBT i la resta de serveis municipals. El personal del Centre LGTBI està formada per un equip multidisciplinari de professionals de la psicologia, el treball social, el dret, la salut i la gestió comunitària, entre altres perfils.
Del gener del 2019 fins al maig del 2022, s'hi van atendre un total de 1.408 persones, de les quals 446 han rebut atenció psicològica, 321 han rebut atenció centrada a persones trans i 606 han rebut assessorament jurídic. D'altra banda, s'hi ha realitzat més de 10.000 consultes i s'han dut a terme 1.309 activitats del programa cultural, en les quals hi han participat 67.749 persones.

## Història
Es va inaugurar el 19 de gener del 2019, complint així una de les actuacions prioritàries que contemplava el Pla Municipal per la Diversitat Sexual i de Gènere 2016-2020, elaborat per la Regidoria de Feminismes i LGTBI de l'Ajuntament de Barcelona. A finals de maig del 2018, l'Ajuntament de Barcelona va signar el primer conveni de la gestió cívica del Centre LGTBI de Barcelona amb Federació Plataforma d'Entitats LGTBI de Catalunya i, a mitjans de juny del 2022, se'n va renovar fins a l'any 2025.
El Centre LGTBI va ser víctima de diversos atacs d'ençà que s'hi va inaugurar. El més greu fou el primer, que va passar en la matinada del 27 de gener del 2019 un grup de persones desconegudes van trencar els vidres de la porta d’entrada i hi van pintar missatges LGTBIfòbiques i símbols feixistes. En resposta, l'Ajuntament i l'Observatori Contra l'Homofòbia ho van condemnar i l'endemà s'hi van concentrar més d'un miler de persones per mostrar el seu rebuig a l'atac. L’Ajuntament va presentar una denúncia davant la Fiscalia de Delictes d’Odi i es va obrir una investigació, però es va haver d'arxivar després perquè no es va poder identificar els autors.